# Juri Dmitrijewitsch Tretjakow
Juri Dmitrijewitsch Tretjakow (russisch Юрий Дмитриевич Третьяков; * 4. Oktober 1931 in Rostow am Don; † 11. August 2012 in Moskau) war ein russischer Chemiker und Hochschullehrer.

## Leben
Nach dem Besuch der Mittelschule in Rostow am Don begann der Beamtensohn Tretjakow 1949 das Studium an der Chemie-Fakultät der Rostower Staatlichen Universität (RGU), das er 1954 mit Auszeichnung abschloss. Darauf trat er an der Lomonossow-Universität Moskau (MGU) die Aspirantur an. 1958 verteidigte er seine Kandidat-Dissertation über die Untersuchung von Legierungen mit hoher Koerzitivfeldstärke mit der Methode der adiabatischen Erwärmung. 1964–1945 führte er wissenschaftliche Untersuchungen im Göttinger Max-Planck-Institut für physikalische Chemie durch. 1965 verteidigte er seine Doktor-Dissertation über die Untersuchung der Chemie und Thermodynamik der Ferrite. Diese Arbeit bildete das Fundament für das neue chemisch-materialwissenschaftliche Fachgebiet der MGU. 1967 wurde Tretjakow in die USA geschickt, wo er bis 1968 als Gastwissenschaftler an der University of Pennsylvania, der University of Chicago und der Ohio State University arbeitete.
1969 wurde Tretjakow Professor des Lehrstuhls für Allgemeine Chemie der MGU. 1974–1975 war er Gastprofessor an der Australian National University. 1978 wechselte er zum Lehrstuhl für chemische Technologie der MGU. 1984 wurde Tretjakow zum Korrespondierenden Mitglied der Akademie der Wissenschaften der UdSSR (AN-SSSR, seit 1991 Russische Akademie der Wissenschaften (RAN)) gewählt und 1987 zum Wirklichen Mitglied. 1988 wurde er zum Leiter des Lehrstuhls für Anorganische Chemie gewählt mit Ernennung zum Leiter des Laboriums für anorganische Materialwissenschaft. 1991 wurde auf seine Initiative die Fakultät für Materialwissenschaft gegründet, deren Dekan er wurde.
Tretjakow hielt Gastvorlesungen an der Waseda-Universität und weiteren japanischen Universitäten (1980–1981, 1988, 1994, 1996, 1999, 2001), an der Humboldt-Universität zu Berlin und der Universität Hannover (1978, 1990, 1993, 1994) und an der Naturwissenschaftlich-Technische Universität Pohang, der Seoul National University, der Universität Chungnam und der Daegu University in Gyeongsan (1994, 1997–2000). Es gab gemeinsame Projekte mit dem Max-Planck-Institut für Festkörperforschung in Stuttgart, dem Max-Planck-Institut für Chemische Physik fester Stoffe in Dresden und der Universität Münster.
Parallel zu seiner Lehrtätigkeit an der MGU arbeitete Tretjakow im Institut für Allgemeine und Anorganische Chemie der AN-SSSR bzw. RAN, in dem er 1994 das Laboratorium für Synergetik gründete. Im Mittelpunkt der wissenschaftlichen Arbeit Tretjakows stand die anorganische Chemie als Grundlage für die Entwicklung von Funktionswerkstoffen. Arbeitsschwerpunkte waren Festelektrolyte und Superionenleiter, magnetische Halbleiter und Hochtemperatursupraleiter. Über die Ergebnisse der wissenschaftlichen Arbeit wurde in vielen Veröffentlichungen berichtet.
Tretjakow wurde auf dem Friedhof Trojekurowo begraben.

## Ehrungen, Preise, Mitgliedschaften
- Lomonossow-Preis der MGU I. Klasse (1961)
- Académie Internationale de la Céramique, Musée Ariana, Genf (1989)
- Avicenna-Medaille der Akademie der Wissenschaften der Republik Tadschikistan (1990)
- American Chemical Society (1992)
- Orden der Ehre (1995)
- Academia Europaea (1999)
- Kurnakow-Goldmedaille der RAN (2001)
- Staatspreis der Russischen Föderation (2003)
- Verdienstorden für das Vaterland IV: Klasse (2007)[7]
- Demidow-Preis (2009)